# マーティン・ライル
サー・マーティン・ライル（英: Sir Martin Ryle、1918年9月27日 - 1984年10月14日）は、イギリスの天文学者。1974年に「電波天文学における先駆的研究」により、アントニー・ヒューイッシュとともに天文学分野の研究者として最初のノーベル物理学賞受賞者となった。

## 略歴
ブライトン生まれ。オックスフォード大学で物理学の学位を得た。第2次世界大戦中はレーダーの開発グループに加わった。戦後はキャベンディッシュ研究所で、初め太陽からの電波の研究を行った。電波天文学の分野で観測機械の改良を進め、1946年に初の開口合成技術を用いた電波望遠鏡を建設した。
1952年に王立協会のフェローに選出され、1957年にはマラード電波天文台の初代所長になった。
1959年からはオックスフォード大学電波天文学教授となり銀河系・銀河系外天文学を専攻した。1966年に騎士号を与えられ、1972年からリチャード・ウーリーの後を継いで、王室天文官（Astronomer Royal）となった。論争は余り好きではなかったが、論客として知られ、フレッド・ホイルと定常宇宙論に関して有名な論争をおこなった。晩年は、後進の育成に努め、ライル奨学金を設けている（ケンブリッジ大学内における天文学分野での奨学金）。

## 業績
1946年、ライルとボンバーグは多数のアンテナからの観測データを使って大口径アンテナ同様の電波天体の空間分解能を得る開口合成技術を開発した。ケンブリッジ大学の最初の電波天文学の教授、マラード電波天文台長、王室天文官などを務めた。

## 受賞・叙勲等
受賞
- ヒューズ・メダル（1954年）[1] 受賞理由：レーダー機器の改良などの貢献
- ベーカリアン・メダル（1958年）
- イギリス王立天文学会ゴールドメダル（1964年） 受賞理由：天文学における先駆的業績
- ヘンリー・ドレイパー・メダル（1965年）
- モーリス・N・リーブマン記念賞（1971年）
- ファラデー・メダル（1971年）
- ロイヤル・メダルを王立協会より受賞（1973年）[1]
- ブルース・メダル（1974年）受賞理由：開口合成法の開発他
- ノーベル物理学賞（1974年）[1] 受賞理由：電波天文学の先駆的業績

命名
- ライル望遠鏡（マラード電波天文台） 開口合成型13m電波望遠鏡　8台からなる